# オブザーバブル
オブザーバブル（英: observable）とは量子力学で、観測と呼ばれる物理的操作により決定できるような系の状態の性質をいう。可観測量、観測可能量と訳すこともある。具体的には、位置、運動量、角運動量、エネルギーなどといった物理量に相当するものである。
古典力学では実験的に観測可能な量はすべて、系のとる状態により一義的に決まる関数とみることができる。しかし量子力学では、状態と量との関係は一義的ではなく、状態からオブザーバブルを用いて確率的に求められるのみである。現実の測定値はこの確率に従って出現する。

## 定式化
量子論では、得られる「物理量の測定値の確率分布」が同じであるような定式化ならば、どのような定式化をしても良い。以下ではその中でも代表的な「演算子形式」での定式化について述べる。
量子論における状態（純粋状態）は、ヒルベルト空間 {\displaystyle {\mathcal {H}}}上のベクトル {\displaystyle |\psi \rangle } (状態ベクトルと呼ぶ)、もしくは波動関数 {\displaystyle \psi }で記述される。
またオブザーバブルは、ヒルベルト空間 {\displaystyle {\mathcal {H}}}上のエルミート演算子（自己共役作用素）{\displaystyle {\hat {A}}} で記述される。

## エルミート演算子の定義・性質
エルミート演算子は以下を満たす演算子のことである。
{\displaystyle {\hat {A}}^{\dagger }={\hat {A}}}
ここで {\displaystyle {\hat {A}}^{\dagger }}は以下で定義される。
{\displaystyle {\hat {A}}^{\dagger }\equiv ({\hat {A}}^{*})^{t}.}
エルミート演算子{\displaystyle {\hat {A}}}の固有ベクトル（固有関数）は完全系をなす。よって任意の状態ベクトルを、この固有ベクトルの重ね合わせとして記述できる。この性質は、量子論において確率が保存されていることを表現するのに都合が良い。
また、エルミート演算子の固有値はすべて実数である。この性質は、物理量の測定値が実数値であることを表現するのに都合が良い。

## 測定値
オブザーバブル {\displaystyle A} を測定すると、測定値は {\displaystyle A} を表すエルミート演算子 {\displaystyle {\hat {A}}} の固有値 {\displaystyle \{a_{1},a_{2},\dotsc \}} (どれも実数値) のいずれかに限られている。測定値がどの固有値になるかは、どんなに同じ状態を用意して同じように測定を行なっても、測定ごとにバラバラである。
このように状態 {\displaystyle |\psi \rangle } についてのオブザーバブル {\displaystyle A} の測定値にはバラつきがあるが、測定によってある固有値 {\displaystyle a_{n}} が得られる確率 {\displaystyle P(a_{n})} は、{\displaystyle {\hat {A}}} と {\displaystyle |\psi \rangle } が与えられている場合、以下のように一意的に決まっている。
{\displaystyle P(a_{n})={\big \|}|a_{n}\rangle \langle a_{n}|\psi \rangle {\big \|}^{2}.}
これが量子論の基本的な性質である。これらのことをボルンの規則という。
尚この{\displaystyle P(a_{n})}は、確率が満たさなければならない以下の条件をきちんと満たしている。
{\displaystyle \sum _{n}P(a_{n})=1,P(a_{n})\geq 0.}

### 例
状態がオブザーバブルを表す演算子 {\displaystyle {\hat {A}}} の固有ベクトルのひとつ {\displaystyle |a_{1}\rangle } であった時に、{\displaystyle {\hat {A}}} の測定をしてみる。ただし {\displaystyle {\hat {A}}} の固有ベクトルはシュミットの直交化などの方法で規格直交化されているとする。
このときの測定値が {\displaystyle a_{1}} である確率を試しに計算してみると
{\displaystyle P(a_{1})={\big \|}|a_{1}\rangle \langle a_{1}|a_{1}\rangle {\big \|}^{2}=1.}
つまりこのような場合では測定値にばらつきは無く、1の確率で測定値は {\displaystyle a_{1}} である。
このため {\displaystyle {\hat {A}}} の固有ベクトルは物理量 {\displaystyle A} の値が確定しているために「物理量 {\displaystyle A} についての固有状態」と呼ばれることがある。

### 期待値
測定値（各固有値）にその出現確率を掛けて合計した値、つまり測定値の期待値(平均値)は
{\displaystyle \sum _{n}P(a_{n})a_{n}=\langle \psi |{\hat {A}}|\psi \rangle }
で表される。これは実数値である。
オブザーバブルを測定するとその観測過程が、非決定論的ではあるが確率的には予測可能な形で状態に変化を与える。すなわち、単一のベクトルで記述されていた状態が、観測により統計的集団へ不可逆的に変化する（現実の測定ではこの集団に含まれるいずれかのベクトルに収縮すると解釈できる）。それゆえオブザーバブルは一般には非可換である。ただし何をもって「観測」と解釈するかは観測問題と呼ばれる一大問題で、現在でも議論が続いている。